# Gyrostemonaceae
Las girostemonáceas (Gyrostemonaceae) son una familia de plantas con flores perteneciente al orden de las brasicales. La familia incluye cinco géneros y unas 18 especies  endémicas de las regiones templadas de Australia. 

## Descripción
Se trata de arbustos o arbolitos de color amarillo con hojas pequeñas y estrechas y con flores  pequeñas.

## Géneros
- Codonocarpus A.Cunn. ex Endl.
- Cypselocarpus
- Gyrostemon Desf.
- Tersonia Moq.
- Walteranthus Keighery